# Benkara pierrei
Benkara pierrei är en måreväxtart som först beskrevs av Charles-Joseph Marie Pitard, och fick sitt nu gällande namn av Colin Ernest Ridsdale. Benkara pierrei ingår i släktet Benkara och familjen måreväxter. Inga underarter finns listade i Catalogue of Life.